# Teenage Heroes
«Teenage Heroes» es un sencillo de los Red Hot Chili Peppers. Se lanzó en 2003, es la banda sonora original The Matrix Revolutions

## Lista de canciones

### Sencillo en CD #1 (2003)
1. «Teenage Heroes» (Radiot Edit) – 2:33
2. «Teenage Heroes» (Brian Transeau Mix) – 3:10
3. «Teenage Heroes» (The Chemical Brothers Mix) – 3:19
4. «Teenage Heroes» (Underworld Mix) – 2:54
5. «Teenage Heroes» (The Juan MacLean Mix) – 3:12
6. «Teenage Heroes» (The X-Ecutioners Mix) – 3:12

- Datos: Q24944015